# 霸王丸
霸王丸（日语：覇王丸）是由日本電子遊戲公司SNK所發行格鬥遊戲系列,《侍魂》的作品主角。他在遊戲裡的形象是活在江戶時代裡一名性格豪放、喜愛飲酒、劍術高超的劍豪。

## 遊戲描述
在小時候，霸王丸是出生位於武藏國裡一個旗本階級的貧窮武士世家。年幼的霸王丸靜不下來時常鬧事，不過有跟住在老家附近的一位老學者交情良好，並從對方身上學習到許多知識。
青年時的霸王丸開始嘗試摸索劍術，之後有向劍客「柳生十兵衛」挑戰，在慘輸給對方後，霸王丸決心要變強，便在退魔師「花諷院和狆」底下學習劍術。向和狆拜師時，霸王丸有一名稱作「牙神幻十郎」的同門師兄弟，而幻十郎之後因扭曲的性格、殘暴的行為遭和狆逐出師門，他往後則成為霸王丸人生裡最大的勁敵。
之後，霸王丸在劍術上另混合著和狆的教導與自己的風格，以「我流」名義的劍法在世間闖蕩找尋對手。並向來自於魔界，在世間擾亂的邪惡勢力—「天草四郎時貞」、「羅將神水姬」、「壞帝尤加」等邪靈魔物對抗。
霸王丸與不少《侍魂》作品裡的角色維持不錯關係，他與從事歌舞伎演出的武士「千兩狂死郎」有著很好交情，除了互相比較劍技外也彼此切磋演藝表演。1995年發表的《侍魂》第三作《斬紅郎無雙劍》裡登場的新角色少年「緋雨閑丸」，則接受過霸王丸許多的幫助和教誨。在女性角色方面，霸王丸與一位名叫「脇坂靜」的女子雖然彼此抱持著好感，但是霸王丸內心想要追求劍術的真義而四處闖蕩，讓脇坂靜只能不停在各地尋找著霸王丸。而來自法國的女劍客「夏洛特」雖然內心暗戀著霸王丸，但在得知他與脇坂靜之間的關係後，沒有勇氣作出表白。
霸王丸後續有與師父花諷院和狆收養一位名叫「命」的養女，對方是先前由壞帝尤加所創作出的魔界劍士「反面阿斯拉」，與長年遭到尤加操控行事、反面阿斯拉的戀人「色」，所生下混合著魔界與人間血統的女嬰。1999年推出的《劍客異聞錄 甦醒的蒼紅之刃》劇情裡，霸王丸已是40多歲的中年男子，而他為了找尋離家出走的命，再次踏上旅程。

## 其它登場
SNK常將霸王丸挑選為跨界作品對戰的角色之一，如與卡普空合作的《卡普空對SNK2》、《SNK對卡普空 千年之戰》。
往後像是在線上遊戲《王牌對決》、或是3D格鬥遊戲《劍魂VI》等，都有霸王丸的蹤影。

## 角色設計
霸王丸的角色創作靈感，來自於日本歷史上實有的劍客宮本武藏，在遊戲初期開發期間，製作群曾有打算將霸王丸取名為「宮本」的情況。與霸王丸相同在《侍魂》首作便登場的角色「橘右京」，一開始有被製作群計劃將他們兩人安排成類似宮本武藏與佐佐木小次郎之間的宿敵對抗關係，但在往後《侍魂》各續作裡則改挑選牙神幻十郎來作為霸王丸的長期對手。
外觀髮型上，是以由手塚治蟲創作的漫畫《多羅羅》裡登場的角色「百鬼丸」，來作為參考來源。攜帶的武器方面，霸王丸是使用一把被稱為「河豚毒」的武士刀，該名稱是來自於霸王丸以此刀具的刀背來劈打對手時，其力道強度會讓對手彷彿中了河豚的毒素般全身麻痺動彈不得，如此上述設定。

## 評價反應
自登場後，霸王丸有在玩家們裡獲得不差的回應，如日本遊戲雜誌《Gamest》曾將他列為前50大最令人喜愛的街機遊戲角色第29名，流行文化網站WatchMojo也有將他評比為是前十位最令人印象深刻、具代表性的格鬥遊戲角色之一。
在他的遊戲表現上，《侍魂》創作者之一足立靖認為霸王丸在作品裡所展現出的強大破壞威力，成功表現出此遊戲系列的概念。其它像遊戲資訊網站Gamespot有將霸王丸的攻擊招式「弧月斬」，列為格鬥遊戲裡最佳的招式之一，並表示在《侍魂》後續作品裡，也難有像這樣能給視覺上帶來痛快的招式。美國娛樂雜誌《Complex》則將他在《侍魂》英語版本裡的勝利台詞「對你這樣的弱者，根本沒有出全力的必要。」（For wimps like you, using my full strength is unnecessary.），評比是前100大最羞辱對手的遊戲字句。
一些遊戲界人士，如參與製作過《無盡的任務2》的美國索尼線上娛樂遊戲美術指導提摩太·海德拉爾（Timothy Heydelaar），有把霸王丸作為是個人的暱稱。

## 外部連結
- 《侍魂》遊戲系列網站的霸王丸介紹頁面 （页面存档备份，存于）（日語）